# Forza Nuova

Logo

Forza Nuova (Nederlands: Nieuwe Kracht) is een Italiaanse neofascistische en nationalistische partij die aangesloten is bij het Europees Nationaal Front. De partij laat zich inspireren door de ideeën van Julius Evola en maakt sinds 2005 deel uit van Alternativa Sociale, een alliantie van drie extreemrechtse partijen.
Forza Nuova werd in 1997 opgericht door Roberto Fiore en Massimo Morsello en voert op fascistische wijze campagne.
Forza Nuova is tegen vrijmetselarij. Dat op zich is niet zo apart, want hier zijn meerdere politieke partijen geen voorstander van. Toch mag dit opvallend worden genoemd: de Vrijmetselaarsloge P2 die actief was tot aan het begin van de jaren 80 was een broedplaats van rechtse politici die complotteerden tegen de staat.
De partij wil verder abortus verbieden, de bevolkingsgroei stimuleren en het Verdrag van Lateranen, gesloten in 1929 door Mussolini ondertekend, herstellen (in 1984 was er een nieuw concordaat tussen Italië en de Heilige Stoel gesloten door de toenmalige regering-Craxi). Forza Nuova is ook anti-Amerikaans en tegen de afbraak van de sociale zekerheid.
Het ledenaantal bedraagt ca. 2500.